# Saint-Christol-de-Rodières
Saint-Christol-de-Rodières – miejscowość i gmina we Francji, w regionie Oksytania, w departamencie Gard.
Według danych na rok 1990 gminę zamieszkiwało 130 osób, a gęstość zaludnienia wynosiła 16 osób/km² (wśród 1545 gmin Langwedocji-Roussillon Saint-Christol-de-Rodières plasuje się na 773. miejscu pod względem liczby ludności, natomiast pod względem powierzchni na miejscu 850.).